# Josef Fath
Josef „Seppl“ Fath (* 27. Dezember 1911 in Worms; † 11. August 1985 ebenda) war ein deutscher Fußballspieler von Wormatia Worms. Er brachte es in den Jahren 1934 bis 1938 auf 13 Länderspiele und schoss dabei sieben Tore.

## Verein
Der nur 1,60 m große Linksaußen hatte seine Stärken in der Antrittsschnelligkeit und in seinem Schussvermögen. Seine Spezialität waren Tore aus spitzem Winkel. Er stand 1933 in der siegreichen Mannschaft von Süddeutschland beim Gewinn des Reichsbund/Länderpokals und 1934 in der erfolgreichen Mannschaft des Südwestens im Kampfspiel-Pokal. Mit der Wormatia schied er 1936 erst in der Runde der letzten Vier im Tschammerpokal aus und spielte eine prima Endrunde um die deutsche Meisterschaft. Hinter dem Gruppensieger 1. FC Nürnberg belegte die Wormatia den zweiten Rang und war damit am Deutschen Meister des Jahres 1936 gescheitert. Worms wurde 1936, 1937 und 1939 jeweils Gaumeister im Südwesten, wegen der Folgen einer Verletzung konnte Fath an der Endrunde 1937 aber nicht teilnehmen.

## Nationalmannschaft
Am 9. September 1934 berief ihn Reichstrainer Otto Nerz beim Spiel in Warschau gegen Polen zum ersten Mal in die Nationalmannschaft. Es war das erste Länderspiel nach der erfolgreichen Fußball-Weltmeisterschaft 1934 in Italien für die Nerz-Mannschaft. Der Sturm wurde von Ernst Lehner, Otto Siffling, Karl Hohmann, Fritz Szepan und „Seppl“ Fath am linken Flügel anstelle von „Tau“ Kobierski gebildet. Das Spiel wurde mit 5:2 Toren gewonnen. Bereits vier Wochen später kam der Wormser zu seinem zweiten Spiel in der DFB-Auswahl. Beim wiederum 5:2 gewonnenen Spiel in Kopenhagen gegen Dänemark erzielte der schussstarke Flügelflitzer drei Tore. Danach konnte er sechs Monate durch eine Verletzung seinen Platz im Team von Prof. Nerz nicht verteidigen. Trotzdem kam er im Jahre 1935 auf acht weitere Einsätze in der Nationalmannschaft. Seinen spektakulärsten Auftritt hatte Fath aber am 23. Februar 1936 beim Länderspiel in Barcelona gegen Spanien. Deutschland gewann mit 2:1 Toren und beide Treffer gegen den legendären spanischen Torwartstar Ricardo Zamora erzielte „Seppl“ Fath.
Eine langwierige Knieverletzung stoppte den Torschützen am linken Flügel – beim olympischen Turnier 1936 in Berlin wurde der Wormser schmerzlich vermisst. Nach einer Pause von zwei Jahren kehrte er am 20. März 1938 beim Spiel in Nürnberg gegen Ungarn wieder in die Nationalmannschaft zurück. Auch bei dem inoffiziellen Länderspiel am 3. April 1938 in Wien gegen Österreich stürmte er am linken Flügel. Nach dem Einmarsch von Hitler in Österreich wurde dann ja auch im Fußball der Zusammenschluss betrieben. Sein 13. und letztes Spiel im Nationaltrikot bestritt er am 24. April 1938 in Frankfurt am Main beim 1:1-Unentschieden gegen Portugal. Für die Fußball-Weltmeisterschaft 1938 in Frankreich setzte Trainer Sepp Herberger auf Hans Pesser von Rapid Wien.

## Spätes Ende der Karriere
Trotz seiner gravierenden Knieprobleme setzte Fath seine Karriere fort. Am 17. November 1939 beantragte er die Aufnahme in die NSDAP und wurde zum 1. Juni 1940 aufgenommen (Mitgliedsnummer 7.652.240). Nach dem Zweiten Weltkrieg gehörte er zu Wormatias Oberliga-Mannschaft und lief noch bis 1948, mittlerweile 36 Jahre alt, in Meisterschaftsspielen auf. Danach trainierte er unterklassige Vereine. Er arbeitete in seiner Heimatstadt als Bezirksvertreter der Toto/Lotto-Gesellschaft.

## Aussage
In dem Buch von KIRN/NATAN im Ullstein-Verlag aus dem Jahre 1958 wird über „Seppl“ Fath folgendes festgehalten: „Der Mann, der in der Geschichte der deutschen Ländermannschaft weiterlebt als Linksaußen des schnellen Antritts, oft gefährlich nach innen kurvend, der Spieler, der allein in der Nationalelf sieben Tore schoß, davon zwei gegen den großen Zamora im Länderspiel in Barcelona. Ein braver, in sich gekehrter Junge, der von der Fischerweiden-Elf, zur Wormatia stieß und dort berühmt wurde. Verletzungen beendeten seine Laufbahn zu früh.“